# Rolf Kosmann
Rolf Kosmann (* 17. Mai 1953 in Bielefeld) ist ein ehemaliger deutscher Fußballspieler.

## Werdegang
Der Abwehrspieler begann seine Karriere beim TuS Jöllenbeck und wechselte im Alter von 15 Jahren in die Jugendabteilung von Arminia Bielefeld. 1971 wurde Kosmann als Mannschaftskapitän mit Arminias A-Jugend an der Seite von späteren Profis wie Wolfgang Mittendorf und Harald Nickel Westfalenmeister. Zunächst hatten die Bielefelder im Halbfinale Preußen Münster um den späteren Profi Benno Möhlmann mit 5:0 geschlagen. Im Endspiel vor 8000 Zuschauern auf der Bielefelder Alm wurde der VfL Bochum durch ein Tor von Rolf Kosmann geschlagen. In der Bochumer Mannschaft spielte der spätere Bundesligatrainer Hermann Gerland. Anschließend spielte die Arminia gegen den MSV Duisburg um die Westdeutsche Meisterschaft. Gegen den MSV Duisburg mit den späteren Profis Jürgen Gelsdorf und Ronald Worm führten die Bielefelder bereits mit 2:0, verloren aber noch mit 2:3. Schiedsrichter war Walter Eschweiler.
Für die Saison 1971/72 erhielt Kosmann neben Wolfgang Mittendorf und Harald Nickel einen Profivertrag und gehörte zum Kader der ersten Mannschaft. Am 28. Juni 1972 absolvierte er bei der 1:7-Niederlage der Arminia gegen Eintracht Braunschweig sein erstes und einziges Bundesligaspiel. Kosmann wurde dabei in der 65. Minute für Horst Wenzel eingewechselt. Von 1972 bis 1975 spielte Rolf Kosmann für Arminia zweite Mannschaft und kehrte im Jahre 1975 zu seinem Heimatverein TuS Jöllenbeck zurück. Er war in verschiedenen Funktionen tätig, unter anderem als Spieler und Trainer. Zwischen 1997 und 2001 war er Leiter der Fußballabteilung. Rolf Kosmann absolvierte eine Ausbildung zum Speditionskaufmann und arbeitete von 1973 bis 2018 bei der Dr. August Oetker KG. Rolf Kosmann ist verheiratet und hat zwei Söhne.